# پی‌اس بیرتون
پی‌اس بیرتون (به انگلیسی: PS Briton) یک کشتی بود که طول آن 176ft (1876: 207ft) بود. این کشتی در سال ۱۸۶۲ ساخته شد.